# Elderson Echiéjilé
Elderson Uwa Echiéjilé (* 20. Januar 1988 in Benin City) ist ein nigerianischer ehemaliger Fußballspieler.

## Karriere

### Im Verein
Echiéjilé begann das Fußballspielen in der Pepsi Football Academy, bevor der Linksfuß als 13-Jähriger zu Wikki Tourists kam. Der heute als linker Verteidiger eingesetzte Echiejile begann seine Laufbahn als Stürmer. Nach drei Jahren bei Wikki wechselte er im August 2007 zu Stade Rennes in die französische Ligue 1.
Nach der Weltmeisterschaft wechselte Echiéjilé für 2,5 Millionen Euro zum portugiesischen Erstligisten Sporting Braga und unterschrieb einen Vierjahresvertrag.
Am 17. Januar 2014 wechselte Echiéjilé in die französische Ligue 1 zum AS Monaco. Nach seinem Wechsel zu den Monegassen befand er sich zwar zweieinhalb Spielzeiten im Mannschaftskader und absolvierte als Ergänzungsspieler je Saison bis zu 20 Pflichtspiele, jedoch misslang ihm die Etablierung als Stammspieler. So wurde er in der Saison 2016/17 nacheinander an die Standard Lüttich und Sporting Gijón ausgeliehen. Für die Saison 2017/18 lieh ihn dieser Verein an den türkischen Erstligisten Sivasspor aus. Eine letzte Leihe führte ihn nach Brügge, bevor er 2019 in Finnland seine Karriere ausklingen ließ.

### In der Nationalmannschaft
2007 nahm Echiéjilé mit Nigeria an der Junioren-Fußballweltmeisterschaft teil. Sein Debüt in der A-Nationalmannschaft hatte er am 2. Juni 2009 beim 1:0-Sieg über Frankreich in Paris gegeben. Er spielte bei der Fußball-Afrikameisterschaft 2010, wo er sich vor allem durch energische Vorstöße auf der linken Außenbahn und scharfe Flanken auszeichnete und mit Nigeria bis ins Halbfinale vorstieß. Im Sommer 2010 nahm er an der Weltmeisterschaft in Südafrika teil. Hier wurde er in den Spielen gegen Südkorea und Griechenland jeweils in der zweiten Halbzeit eingewechselt. Mit nur einem Punkt schied Nigeria bereits in der Vorrunde als Tabellenletzter aus. Er war auch für die Weltmeisterschaft 2014 nominiert worden, erlitt aber wenige Tage vor Turnierbeginn in einem Testspiel gegen Griechenland eine Muskelverletzung, wurde daher aus dem Kader gestrichen und durch Ejike Uzoenyi ersetzt. Er gehörte zudem zum Kader Nigerias für die WM 2018 in Russland, bei der Nigeria nach Niederlagen gegen Kroatien und Argentinien und einem Sieg gegen Island als Dritter der Gruppe D in der Gruppenphase ausschied. Er kam jedoch zu keinem Einsatz.

### Erfolge/Titel
Sporting Braga
- UEFA Europa League 2010/11: Finaleinzug
- Portugiesischer Ligapokal: 2013

Mit der Nationalmannschaft:
- Fußball-Afrikameisterschaft: 2013